# Фехтование на летних Олимпийских играх 1904 — сабля
Соревнования по фехтованию на саблях среди мужчин на летних Олимпийских играх 1904 прошли 8 сентября. Приняли участие пять спортсменов из двух стран.

## Призёры
| Золото            | Серебро         | Бронза                     |
| Мануэль Диас Куба | Уильям Гриб США | Альбертсон Ван Зо Пост США |

## Соревнование
| Место | Спортсмен                    | Побед |
| ----- | ---------------------------- | ----- |
| 1     | Мануэль Диас (CUB)           | 3     |
| 2     | Уильям Гриб (USA)            | 2     |
| 3     | Альбертсон Ван Зо Пост (USA) | 2     |
| 4     | Теодор Карстенс (USA)        | 1     |
| 5     | Артур Фокс (USA)             | 0     |